# Voo Ethiopian Airlines 961
O voo Ethiopian Airlines 961 foi uma rota aérea comercial que ligava Addis Abeba, na Etiópia, a Abidjan, na Costa do Marfim, com escalas em Nairobi, Brazzaville e Lagos. No dia 23 de novembro de 1996, o Boeing 767 que fez o trecho Adis Abeba-Nairobi foi sequestrado por 3 etíopes que buscavam asilo político na Austrália. A aeronave fez um pouso de emergência no Oceano Índico próximo da costa das Comores, por falta de combustível. Dos 175 que estavam a bordo, 6 tripulantes e 119 passageiros morreram, inclusive os 3 sequestradores. Uma cinegrafista amadora captou o momento da amaragem (pouso na água) e desmantelamento do avião.

## Aeronave e tripulação

### Aeronave

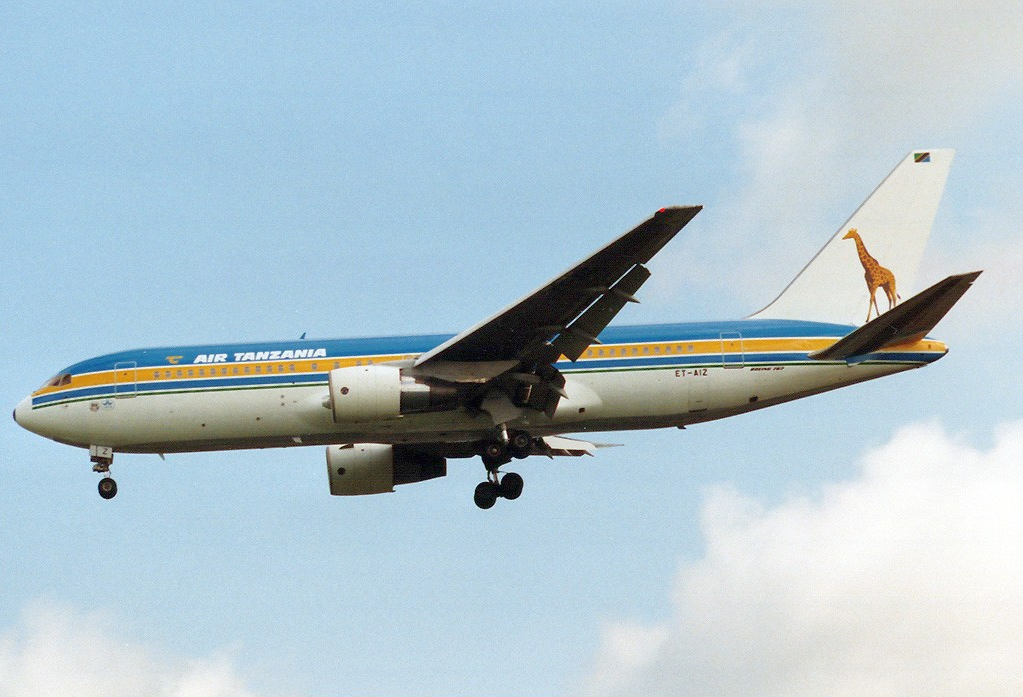
A aeronave envolvida na queda em 1991, quando ainda pertencia à Air Tanzania

A aeronave envolvida no acidente era um Boeing 767-260ER, matrícula ET-AIZ, nº de série 23916, que fez o primeiro voo em 17 de setembro de 1987. Equipado com dois motores Pratt & Whitney JT9D-7R4E, foi entregue novo à Ethiopian Airlines em 22 de outubro de 1987. Exceto por um curto período entre maio de 1991 e fevereiro de 1992, quando foi alugado à Air Tanzania, o avião passou toda a carreira na frota da companhia aérea etíope. O aparelho tinha nove anos quando o desastre aéreo ocorreu.

### Tripulação
O comandante Leul Abate (42), um piloto experiente com mais de 11.500 horas totais de voo (incluindo 4.067 horas no Boeing 757/767), foi o piloto em comando. O primeiro oficial do voo foi Yonas Mekuria (34). Ele havia voado mais de 6.500 horas, 3.042 delas no Boeing 757/767.
Antes do acidente, Leul havia experimentado dois sequestros anteriores. O primeiro ocorreu em 12 de abril de 1992 no voo ETH574, um Boeing 727-260. Dois sequestradores com granadas de mão exigiram ser levados para Nairóbi e depois para o Canadá. Após um impasse de cinco horas no Aeroporto Internacional Jomo Kenyatta, os sequestradores se renderam. A segunda ocorreu em 17 de março de 1995, voando um Boeing 737-260. Cinco sequestradores exigiram ser levados para a Líbia, e o avião foi desviado para El Obeid, no Sudão. Lá, os sequestradores mudaram de ideia e quiseram voar para a Suécia. No entanto, as autoridades sudanesas se recusaram a reabastecer a aeronave e, após várias horas de impasse, os sequestradores se renderam. Em ambos os casos, a aeronave não sofreu danos e ninguém ficou ferido ou morto.

## Voo, sequestro e acidente

### Partida
O voo estava atrasado para aguardar um voo de conexão. A aeronave decolou às 08:09 UTC.

### Sequestro
Por volta das 08:29 UTC, quando a aeronave, chamada de Zulu pelos pilotos da Ethiopian Airlines, após a última carta de registro, estava com 20 minutos de voo, três homens etíopes invadiram a cabine e sequestraram a aeronave depois de levar um machado e um extintor de incêndio da cabine. A rádio estatal etíope mais tarde identificou os sequestradores como dois desempregados formados no ensino médio e uma enfermeira; seus nomes eram Alemayehu Bekeli Belayneh, Mathias Solomon Belay e Sultan Ali Hussein (eles não disseram quem tinha qual descrição).
Os homens ameaçaram explodir o avião em voo se os pilotos não obedecessem às suas exigências. Os sequestradores disseram que havia onze deles quando na verdade eram apenas três. Depois de agredir e forçar o primeiro oficial Yonas Mekuria a entrar na cabine, eles fizeram um anúncio. Pelo interfone, eles declararam em amárico, francês e inglês que, se alguém tentasse interferir, eles tinham uma bomba e a usariam para explodir o avião. As autoridades determinaram mais tarde que a suposta bomba era na verdade uma garrafa de uma bebida destilada.
Os sequestradores exigiram que o avião fosse levado para a Austrália. Leul tentou explicar que eles tinham apenas abastecido o combustível necessário para o voo programado e, portanto, não podiam fazer nem um quarto da viagem, mas os sequestradores não acreditaram nele. Um deles destacou uma declaração na revista de bordo da companhia aérea de que o tempo máximo de voo do 767 era de 11 horas.
 

Leul Abate comentou mais tarde: 
[Os sequestradores] sabiam que não iriam para a Austrália - eles só queriam que nós caíssemos. Eles deveriam estar mortos. Do jeito que eles estavam falando eles não queriam viver. 
Em vez de voar em direção à Austrália, o capitão seguiu a costa africana para o sul. Os sequestradores notaram que a terra ainda era visível e forçaram o piloto a virar para o leste. Leul dirigiu-se secretamente para as Ilhas Comores, que ficam a meio caminho entre Madagáscar e o continente africano. Durante este tempo, dois dos sequestradores entraram na cabine, com o criminoso-chefe (como indicado no relatório) permanecendo in loco.

### Amaragem e impacto com o oceano

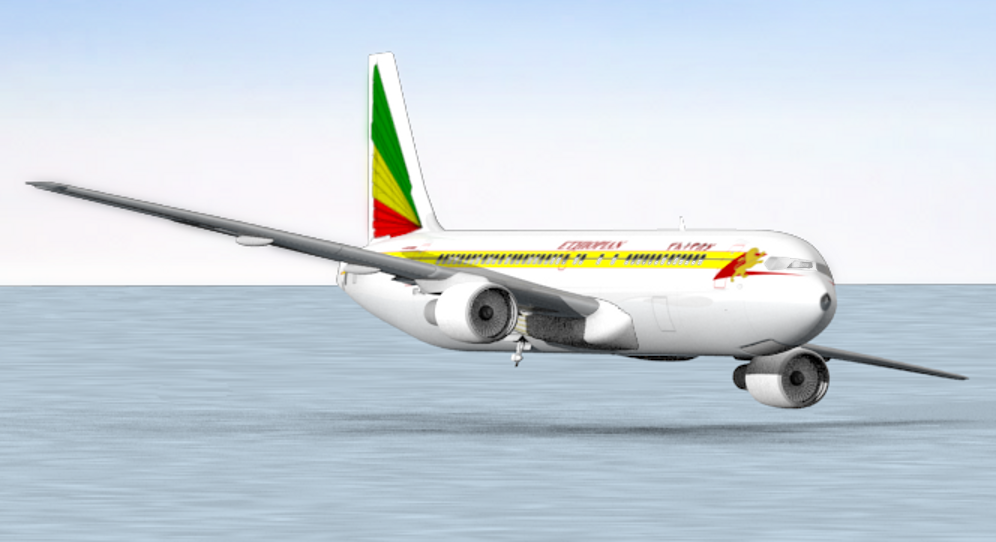
Representação artística do Boeing 767 sequestrado da Ethiopian Airlines antes de cair no Oceano Índico

O avião estava quase sem combustível quando se aproximou do grupo de ilhas, mas os sequestradores continuaram a ignorar os avisos do capitão. Sem opções, Leul começou a circundar a área, esperando pousar o avião no principal aeroporto de Comores. Isso forçou Leul a pousar a mais de 175 nós (324 km/h; 201 mph).
 

Às 11:41 UTC, o motor direito parou de funcionar. O sequestrador saiu brevemente para a cabine para conversar com os outros sequestradores. Leul aproveitou a oportunidade para fazer uso do sistema de sonorização da aeronave e fez o seguinte anúncio: 
Senhoras e senhores, aqui é o capitão falando: ficamos sem combustível e estamos perdendo um motor neste momento, e estamos esperando um pouso forçado e isso é tudo o que tenho a dizer. Já perdemos um motor e peço a todos os passageiros que reajam ... aos sequestradores.
Ao ouvir isso, o chefe dos sequestradores voltou para a cabine e arrancou o microfone de Leul de sua mão. Pouco depois disso, o motor esquerdo pegou fogo, forçando o 767 a planar. O gravador de voz da cabine (CVR) gravou o seguinte (palavras em minúsculas foram faladas em amárico enquanto palavras digitadas em maiúsculas foram faladas em inglês):
Leul: "Para o bem da minha responsabilidade, pelo menos os passageiros devem saber a condição. 
Sequestrador: "Desça, aumente a velocidade ainda mais." 
Leul: "Não tem diferença. POR FAVOR. Mesmo assim. Nós vamos morrer. Por que você não... Achei que não havia necessidade. Para os passageiros..." 
Fim da gravação.
A frase de Leul foi cortada quando o CVR e o gravador de dados de voo (FDR) pararam de gravar neste momento devido a ambos os motores terem parado de funcionar pela falta de combustível.
O capitão tentou fazer um pouso de emergência no Aeroporto Internacional Prince Said Ibrahim, na Grande Comore, mas uma briga com os sequestradores no último minuto fez com que ele perdesse seu ponto de referência visual, deixando-o incapaz de localizar o aeroporto. Enquanto ainda lutava com os sequestradores, ele tentou abandonar a aeronave em águas rasas a 500 jardas (460 m; 1.500 pés) do Le Galawa Beach Hotel, perto de Mitsamiouli, no extremo norte da ilha Grande Comore. O comandante tentou pousar paralelamente às ondas, em vez de contra as ondas, em um esforço para suavizar o pouso. Segundos antes de entrar em contato com a água, a aeronave foi inclinada para a esquerda cerca de dez graus; o motor esquerdo e a ponta da asa atingiram a água primeiro. O motor agiu como uma concha e atingiu um recife de coral, diminuindo a velocidade desse lado da aeronave rapidamente e fazendo com que o Boeing 767 se inclinasse subitamente para a esquerda. O resto da aeronave entrou na água de forma desigual, fazendo com que ela se quebrasse. Exceto pela parte traseira da fuselagem, as partes quebradas da fuselagem afundaram rapidamente. Muitos passageiros morreram porque inflaram seus coletes salva-vidas na cabine, fazendo com que ficassem presos dentro da água subindo. 
Moradores da ilha e turistas, incluindo um grupo de mergulhadores e alguns médicos franceses e indianos em férias, vieram em auxílio dos sobreviventes do acidente. Uma turista gravou um vídeo da queda do ET-AIZ. Ela disse que começou a gravar porque inicialmente acreditava que o 767 fazia parte de um show aéreo para turistas.

### Tratamento médico e recuperação dos corpos
Os sobreviventes foram inicialmente levados para o Hospital Mitsamiouli. O local do acidente foi a menos de 2 quilômetros (1,2 mi; 1,1 nmi) de distância deste hospital. Os passageiros foram transferidos para o Centro Hospitalar Regional El-Maarouf (francês: Centre Hospitalier National El Maarouf) em Moroni no mesmo dia. Os dois franceses que sobreviveram e 19 feridos foram transportados para a Reunião. Na Reunião, um dos feridos morreu, totalizando 125 mortos. Excluindo os transportados para a Reunião, os sobreviventes foram transportados para o Quênia e África do Sul.
Na época não havia necrotério em Moroni, então câmaras frias eram usadas para armazenar 124 corpos.

## Investigação
Em 3 de dezembro de 1996, a Direção Geral de Aviação Civil das Comores (francês: Direction Générale de l'Aviation Civile des Comores) concordou em delegar a investigação do ET961 à Autoridade de Aviação Civil da Etiópia (ECAA). A Agência de Investigação de Acidentes Aéreos do Reino Unido (AAIB) analisou os gravadores de voo.

## Destino dos passageiros e tripulantes
O relatório final do acidente inclui uma lista de passageiros e tripulantes sobreviventes e mortos. Todos os 12 membros da tripulação eram etíopes. Seis sobreviveram, incluindo o piloto e o copiloto. Os passageiros eram provenientes de 36 países. 
As nacionalidades dos passageiros (incluindo sequestradores, mas não membros da tripulação) é a seguinte:
| Nacionalidade      | Passageiros a bordo | Mortos | Sobreviventes |
| ------------------ | ------------------- | ------ | ------------- |
| Áustria            | 1                   | 1      | 0             |
| Bélgica            | 1                   | 1      | 0             |
| Benim              | 2                   | 2      | 0             |
| Camarões           | 2                   | 2      | 0             |
| Canadá             | 1                   | 1      | 0             |
| Chade              | 1                   | 1      | 0             |
| República do Congo | 5                   | 3      | 2             |
| Costa do Marfim    | 1                   | 1      | 0             |
| Djibuti            | 2                   | 0      | 2             |
| Egito              | 1                   | 1      | 0             |
| Etiópia            | 19                  | 16     | 3             |
| França             | 4                   | 2      | 2             |
| Alemanha           | 1                   | 1      | 0             |
| Hungria            | 1                   | 1      | 0             |
| Índia              | 20                  | 14     | 6             |
| Israel             | 8                   | 7      | 1             |
| Itália             | 4                   | 0      | 4             |
| Japão              | 2                   | 1      | 1             |
| Quênia             | 14                  | 8      | 6             |
| Coreia do Sul      | 1                   | 1      | 0             |
| Lesoto             | 1                   | 0      | 1             |
| Libéria            | 2                   | 2      | 0             |
| Mali               | 12                  | 9      | 3             |
| Nigéria            | 23                  | 19     | 4             |
| Paquistão          | 1                   | 1      | 0             |
| Serra Leoa         | 1                   | 1      | 0             |
| Somália            | 1                   | 1      | 0             |
| Sri Lanka          | 9                   | 9      | 0             |
| Suécia             | 2                   | 2      | 0             |
| Suíça              | 1                   | 1      | 0             |
| Uganda             | 1                   | 0      | 1             |
| Ucrânia            | 4                   | 1      | 3             |
| Reino Unido        | 7                   | 5      | 2             |
| Estados Unidos     | 5                   | 2      | 3             |
| Iêmen              | 1                   | 1      | 0             |
| Zaire              | 1                   | 1      | 0             |
| Total              | 163                 | 119    | 44            |

A contagem de passageiros mortos inclui os três sequestradores. Dos passageiros, 42 se originaram em Bombaim, incluindo: 
- 3 estadunidenses
- 9 nigerianos
- 9 cingaleses
- 9 indianos

Mapa dos assentos mostrando passageiros e tripulantes mortos e sobreviventes (em inglês)

O resto dos passageiros teve origem em Adis Abeba. 
Dos 175 passageiros e tripulantes, 125 morreram, incluindo os três sequestradores. De acordo com o relatório do acidente, todos os seis tripulantes sobreviventes e 38 passageiros sofreram ferimentos graves, dois passageiros sofreram ferimentos leves e quatro passageiros não sofreram ferimentos. Um passageiro, um etíope, foi identificado como criança no manifesto; este passageiro estava entre os mortos.
Muitos dos passageiros sobreviveram ao acidente inicial, mas desconsideraram ou não ouviram o aviso do capitão para não inflar seus coletes salva-vidas dentro da aeronave, fazendo com que fossem empurrados contra o teto da fuselagem pelos coletes salva-vidas inflados quando a água inundou. Incapaz de escapar, eles se afogaram. Estima-se que 60 a 80 passageiros, amarrados aos seus assentos, presumivelmente se afogaram.
O comandante Leul e o primeiro-oficial Yonas sobreviveram. Por suas ações, o capitão recebeu o prêmio Flight Safety Foundation Professionalism in Flight Safety Award.

### Passageiros notáveis
Entre os mortos estava Mohamed Amin, um fotojornalista de guerra e editor da Selamta, revista de bordo da Ethiopian Airlines. Acreditava-se que ele estava parado perto da entrada da cabine discutindo ou negociando com o sequestrador que supostamente estava guardando a cabine durante os momentos finais do voo. Brian Tetley, colega de Amin, também morreu.
A oficial da CIA Leslianne Shedd, que foi enviada para a Etiópia, morreu no acidente. Na Cerimônia Memorial Anual da CIA em 2012 para homenagear os colegas caídos, a Agência lembrou os sobreviventes do acidente dizendo à CIA que "Leslianne ... passou seus momentos finais confortando aqueles ao seu redor".
Franklin Huddle, o cônsul geral dos EUA em Bombaim na época, e sua esposa Chanya "Pom" Huddle sobreviveram ao acidente. Huddle disse que escolheu voar na Ethiopian Airlines enquanto planejava uma viagem de safári ao Quênia por causa da reputação da companhia aérea; foi uma das poucas companhias aéreas na África a ter a certificação da Federal Aviation Administration. Huddle queria um voo durante o dia, argumentando que voar durante o dia era "mais seguro". Ele credita a sobrevivência dele e de sua esposa a um upgrade de última hora para a classe executiva.
Outros passageiros que morreram na aeronave incluíam o tenente-general (aposentado) Antal Annus, o embaixador húngaro no Quênia, um funcionário do Ministério das Relações Exteriores da França e um secretário da Embaixada da Coreia do Sul no Quênia.

## Consequências
Um memorial foi construído em Galawa em 30 de novembro de 1996.
O desastre aéreo tornou-se um sequestro bem conhecido por causa da fita de vídeo. Este foi um dos poucos grandes pousos na água de aviões de passageiros e foi o primeiro pouso na água como resultado de um sequestro. Tanto o capitão quanto o primeiro oficial do voo receberam prêmios de aviação, e ambos continuaram a voar para a Ethiopian Airlines, embora Leul considere Yonas, o primeiro oficial, o verdadeiro herói. Yonas lutou contra os sequestradores enquanto ele próprio estava machucado e sangrando, dando tempo para Leul pousar o avião. "Ele foi um salva-vidas", disse Leul. 

## Na cultura popular
O acidente foi apresentado em três episódios de Mayday (Air Emergency (nos EUA), Mayday (na Irlanda), Air Crash Investigation (no Reino Unido, Austrália e Ásia), Air Disasters (Smithsonian Channel). A primeira aparição foi no episódio 6 da primeira temporada para explicar o que poderia ter acontecido se o voo 236 da Air Transat não tivesse planado em vez de pousar em um aeroporto próximo.
Na 3ª temporada da mesma série canadense, um episódio ("Ocean Landing" [EUA] / "African Hijack" [Reino Unido, Austrália e Ásia] / "O Sequestro Africano" [Portugal] / "Voo 961" [Brasil]) cobriu os eventos do voo 961 em detalhes. Mais recentemente, ele apareceu no episódio da 10ª temporada cobrindo o voo 1549 da US Airways, para explicar os riscos da decisão da tripulação de abandonar o rio Hudson.
Também foi destaque em um episódio de 2010 da série Biography Channel I Survived..., em que um sobrevivente contou sua história sobre o que aconteceu no avião.